# 鳥石海灘
鳥石海灘（印尼語：Pantai Batu Burung ）位於印度尼西亞西加里曼丹省山口洋市南山口洋區的亞答港村，為當地的旅遊景點之一，此海灘屬於日落海灘，日落時風景美麗如畫。